# Pseudogmothela yonlii
Pseudogmothela yonlii är en insektsart som beskrevs av Roger Roy 2002. Pseudogmothela yonlii ingår i släktet Pseudogmothela och familjen gräshoppor. Inga underarter finns listade i Catalogue of Life.